# BibleTime
BibleTime est un logiciel d'étude biblique qui utilise le projet SWORD. Il a été conçu pour Linux et KDE. Un installeur Windows est aussi disponible depuis la version 2.4 (novembre 2009).
BibleTime Mini est un logiciel d'étude biblique pour mobile et est basé sur BibleTime.
Quelques caractéristiques :
- lecture de textes : Bibles, commentaires, dictionnaires ou calendriers
- recherche de textes (bibles, commentaires, dictionnaires ou calendriers) avec possibilité d'afficher le nombre de mots trouvés dans chaque version de la Bible par chapitre avec un graphique
- lecture en parallèle de plusieurs Bibles
- impression de textes (ou exportation au format PDF)
- installation et gestion de textes facilités par un gestionnaire de bibliothèque
- et plus encore